# Daniel Rausis
Vous pouvez aider à l'améliorer ou bien discuter des problèmes sur sa page de discussion.
- Il ne cite pas suffisamment ses sources. Vous pouvez indiquer les passages à sourcer avec {{référence nécessaire}} ou {{Référence souhaitée}}, et inclure les références utiles en les liant aux notes de bas de page. (Marqué depuis juillet 2021)
- Il ne s’appuie pas, ou pas assez, sur des sources secondaires ou tertiaires. (Marqué depuis juillet 2021)
- Il contient une ou plusieurs listes. Le texte gagnerait à être rédigé sous la forme d’un ou plusieurs paragraphes synthétiques, afin d’être plus agréable à lire. (Marqué depuis juillet 2021)

- Archive Wikiwix
- Bing
- Cairn
- DuckDuckGo
- E. Universalis
- Gallica
- Google
- G. Books
- G. News
- G. Scholar
- Persée
- Qwant
- (zh) Baidu
- (ru) Yandex
- (wd) trouver des œuvres sur Wikidata

Pour les articles homonymes, voir Rausis.
Daniel Rausis, né le 19 mars 1959 à Martigny, est un humoriste, journaliste et écrivain suisse.

## Biographie
Daniel Rausis naît le 19 mars 1959 à Martigny. Son père vient de Bâle, tandis que sa mère, couturière, est valaisanne. Il a une sœur aînée et un frère ou une sœur cadet.
Camarade de classe de Christian Constantin, il obtient sa maturité gymnasiale (latin-sciences) en 1980 au Collège de l'Abbaye de Saint-Maurice, après avoir redoublé une année. Il étudie ensuite à la Faculté de théologie de l'Université de Fribourg,.
Il enseigne à temps partiel la religion à Sierre entre 1984 et 1999.
Objecteur de conscience, il est détenu pendant trois mois à la prison de Valère en 1982[réf. nécessaire].
Il est marié et père de trois enfants.
Il entre à la Radio suisse romande en 1987, d'abord sur Espace 2 (Midi dièse, les Matinales)[réf. nécessaire], puis sur La Première à partir de 1993 (Vos désirs font désordre). En 1995, il est membre fondateur de l'émission Les Dicodeurs. Il anime également des émissions à la Télévision suisse romande, joue au théâtre, au cinéma, signe des chroniques dans des journaux et écrit de nombreux livrets pour chorales[réf. nécessaire].
En 2002, il conçoit la Journée cantonale valaisanne de l'exposition nationale Expo.02.

### Radio suisse romande
- Climat, Histoire d'entendre, Initiales, Matin pluriel, La cinquième bis, Thèmes et Variations, soirées thématiques.
- Vos désirs font désordre, en collaboration avec Claude Blanc, Émile Gardaz, Jean-Charles Simon, Patrick Lapp, Patrick Nordmann, Lova Golovtchiner, Yvan Ischer, Claude-Inga Barbey (dès 1993)[7]
- Le regard en coin, chroniques dans le Journal du Matin de Christian Jacot-Descombes
- Les Dicodeurs, production de Patrick Nordmann puis Gérard Mermet, en collaboration avec Frédéric Gérard, Kaya Güner, Didier Gendraud, Pascal Vincent, Thierry Romanens, Marc Donnet-Monay (dès 1995)
- Midi dièse, comme producteur, animateur et programmateur[8]
- Devine qui vient dîner, comme chroniqueur avec Michelle Durand-Vallade
- Les Matinales, comme chroniqueur pour Alexandre Barrelet, Daniel Robellaz et Isabelle Carceles puis comme producteur avec Yves Bron et Denis-François Rauss puis Laurence Difélix avec l'assistance d'Isabelle Watson, stagiaires Claire Burgy et Marin Piguet
- Cause toujours! Une production RFP à Bruxelles, Lausanne, Nantes, Québec et Paris

### Télévision suisse romande
- Paradis, comme reporter et chroniqueur
- Racines (émission religieuse), comme présentateur pendant deux ans[4]
- Les Dicodeurs, comme auteur et comédien
- Entrez seulement, comme auteur et comédien
- Bijoux de famille, comme humoriste et chroniqueur
- Faussaires.ch, comme reporter et chroniqueur
  - Le Petit Silvant Illustré, TSR, comme coauteur, plusieurs dizaines d'épisodes. Feuilleton pour la TSR[9]
- Chronique ferroviaire, comme auteur et comédien. Diffusion hebdomadaire dans À côté de la plaque, TSR
- La Minute kiosque, TSR, comme coauteur

### Théâtre
- Bergamote, avec Claude-Inga Barbey, Patrick Lapp et Claude Blanc[10]
- Le Masque
- La compagnie Marin, avec François Marin.
- La compagnie Voeffray-Vouilloz
- La Bid'Ac, avec Gossip et Jacques Bonvin

### Cinéma
- avec Denis Rabaglia[11]
- avec Jean-Luc Wey
- avec Jean-Pierre Gos

### Collections
Daniel Rausis collectionne les documents concernant les papes fictifs, y compris les antipapes, les papesses, les papes autoproclamés, les papes de prophéties et les papes apparaissant dans des œuvres de fictions. Il dit avoir commencé sa collection à l'âge de dix ans en achetant le roman Les Souliers de saint Pierre de Morris West.
Son expertise dans le domaine des papes de fiction, discipline qu'il nomme la « pontifictionnologie », lui vaut d'être régulièrement consulté par les médias, notamment au sujet des noms de règne des papes. Il est ainsi mentionné dans L'Osservatore Romano en 2013,.
Daniel Rausis collectionne également les bandes dessinées dans lesquelles apparaît le métro de Moscou : il indique qu'il en possède « un peu moins de quatre cents ».